# تنگ کرم
تنگ کرم، روستایی از توابع بخش مرکزی شهرستان فسا در استان فارس ایران است.

## جمعیت
این روستا در دهستان کوشک قاضی قرار دارد و براساس سرشماری مرکز آمار ایران در سال ۱۳۹۵، جمعیت آن ۲،۰۳۸ نفر (۶۲۶خانوار) بوده‌است.

## اراضی ملکی
اراضی ملکی این دهستان به مارزبالا ،زیتونک ، زرجون،تقسیم می‌شود.دارای قنات‌های اب بید . بالا بید. نفسی.حسین اباد. وکیل اب.و...م نباشد.جاهای دیدنی بسیاری دارد که اکثراً از  این با خبرند از جمله آب میخک، اشکف سیاه       کاروانسرای کنار بقعه متبرکه امامزاده محمد،    واراضی کشاورزی ثبتی بنام اقایان بهرام ذولقدر  و جانی  خان جوکار  زمین قندعلی معروف به زمین اسبی ) و اراضی حاج غریب قائدی ومکان های دیدنی ازجمله لیسو، نجفی، احمدی ملک منصورخانی وسلیمانی. توره دانی وقال کفتری استخرزیتونک  لقاوکیل چشمه محریمی درشمال روستا... است